# Prix Silver Slugger (deuxième but)
Pour les articles homonymes, voir Prix Silver Slugger.
Le Prix Silver Slugger ou Bâton d'argent (en anglais : Silver Slugger Award) est un prix remis annuellement aux joueurs des Ligues majeures de baseball pour leurs performances en offensive. Neuf joueurs de la Ligue américaine et neuf joueurs de la Ligue nationale reçoivent cet honneur, attribué au meilleur joueur à chaque position sur le terrain. Le prix est distribué par Louisville Slugger, une entreprise qui fabrique les battes de baseball.

## Ligue américaine
| Année | Joueur          | Équipe                  |
| ----- | --------------- | ----------------------- |
| 1980  | Willie Randolph | Yankees de New York     |
| 1981  | Bobby Grich     | Angels de la Californie |
| 1982  | Damaso Garcia   | Blue Jays de Toronto    |
| 1983  | Lou Whitaker    | Tigers de Detroit       |
| 1984  | Lou Whitaker    | Tigers de Detroit       |
| 1985  | Lou Whitaker    | Tigers de Detroit       |
| 1986  | Frank White     | Royals de Kansas City   |
| 1987  | Lou Whitaker    | Tigers de Detroit       |
| 1988  | Julio Franco    | Indians de Cleveland    |
| 1989  | Julio Franco    | Rangers du Texas        |
| 1990  | Julio Franco    | Rangers du Texas        |
| 1991  | Julio Franco    | Rangers du Texas        |
| 1992  | Roberto Alomar  | Blue Jays de Toronto    |
| 1993  | Carlos Baerga   | Indians de Cleveland    |
| 1994  | Carlos Baerga   | Indians de Cleveland    |
| 1995  | Chuck Knoblauch | Twins du Minnesota      |
| 1996  | Roberto Alomar  | Orioles de Baltimore    |
| 1997  | Chuck Knoblauch | Twins du Minnesota      |
| 1998  | Damion Easley   | Tigers de Detroit       |
| 1999  | Roberto Alomar  | Indians de Cleveland    |
| 2000  | Roberto Alomar  | Indians de Cleveland    |
| 2001  | Bret Boone      | Mariners de Seattle     |
| 2002  | Alfonso Soriano | Yankees de New York     |
| 2003  | Bret Boone      | Mariners de Seattle     |
| 2004  | Alfonso Soriano | Rangers du Texas        |
| 2005  | Alfonso Soriano | Rangers du Texas        |
| 2006  | Robinson Canó   | Yankees de New York     |
| 2007  | Plácido Polanco | Tigers de Detroit       |
| 2008  | Dustin Pedroia  | Red Sox de Boston       |
| 2009  | Aaron Hill      | Blue Jays de Toronto    |
| 2010  | Robinson Canó   | Yankees de New York     |
| 2011  | Robinson Canó   | Yankees de New York     |
| 2012  | Robinson Canó   | Yankees de New York     |
| 2013  | Robinson Canó   | Yankees de New York     |
| 2014  | José Altuve     | Astros de Houston       |
| 2015  | José Altuve     | Astros de Houston       |
| 2016  | José Altuve     | Astros de Houston       |
| 2017  | José Altuve     | Astros de Houston       |

## Ligue nationale
| Année | Joueur           | Équipe                    |
| ----- | ---------------- | ------------------------- |
| 1980  | Manny Trillo     | Phillies de Philadelphie  |
| 1981  | Manny Trillo     | Phillies de Philadelphie  |
| 1982  | Joe Morgan       | Giants de San Francisco   |
| 1983  | Johnny Ray       | Pirates de Pittsburgh     |
| 1984  | Ryne Sandberg    | Cubs de Chicago           |
| 1985  | Ryne Sandberg    | Cubs de Chicago           |
| 1986  | Steve Sax        | Dodgers de Los Angeles    |
| 1987  | Juan Samuel      | Phillies de Philadelphie  |
| 1988  | Ryne Sandberg    | Cubs de Chicago           |
| 1989  | Ryne Sandberg    | Cubs de Chicago           |
| 1990  | Ryne Sandberg    | Cubs de Chicago           |
| 1991  | Ryne Sandberg    | Cubs de Chicago           |
| 1992  | Ryne Sandberg    | Cubs de Chicago           |
| 1993  | Robby Thompson   | Giants de San Francisco   |
| 1994  | Craig Biggio     | Astros de Houston         |
| 1995  | Craig Biggio     | Astros de Houston         |
| 1996  | Eric Young       | Rockies du Colorado       |
| 1997  | Craig Biggio     | Astros de Houston         |
| 1998  | Craig Biggio     | Astros de Houston         |
| 1999  | Edgardo Alfonzo  | Mets de New York          |
| 2000  | Jeff Kent        | Giants de San Francisco   |
| 2001  | Jeff Kent        | Giants de San Francisco   |
| 2002  | Jeff Kent        | Giants de San Francisco   |
| 2003  | Jose Vidro       | Expos de Montréal         |
| 2004  | Mark Loretta     | Padres de San Diego       |
| 2005  | Jeff Kent        | Dodgers de Los Angeles    |
| 2006  | Chase Utley      | Phillies de Philadelphie  |
| 2007  | Chase Utley      | Phillies de Philadelphie  |
| 2008  | Chase Utley      | Phillies de Philadelphie  |
| 2009  | Chase Utley      | Phillies de Philadelphie  |
| 2010  | Dan Uggla        | Marlins de la Floride     |
| 2011  | Brandon Phillips | Reds de Cincinnati        |
| 2012  | Aaron Hill       | Diamondbacks de l'Arizona |
| 2013  | Matt Carpenter   | Cardinals de Saint-Louis  |
| 2014  | Neil Walker      | Pirates de Pittsburgh     |
| 2015  | Dee Gordon       | Marlins de Miami          |
| 2016  | Daniel Murphy    | Nationals de Washington   |
| 2017  | Daniel Murphy    | Nationals de Washington   |